# 特里布勞因山
46°59′0″N 11°20′0″E / 46.98333°N 11.33333°E

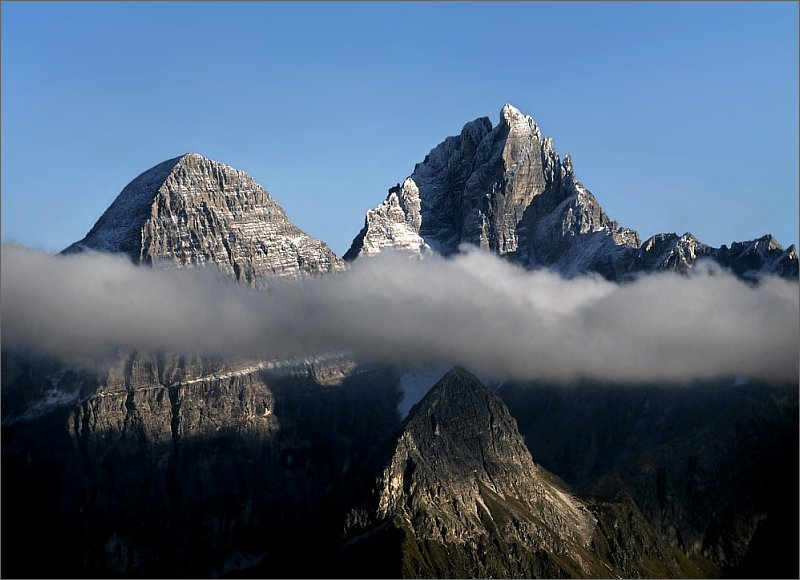

特里布勞因山（德語：Tribulaun），是南歐的山峰，位於奥地利和意大利接壤的邊境，屬於斯圖拜阿爾卑斯山脈的一部分，海拔高度3,097米，每年平均降雨量1,426毫米。